# Iryna Birjuk
Iryna Viktorivna Birjuk, coniugata Cekova (in ucraino Ірина Вікторівна Бірюк-Цекова?; Berdjans'k, 27 giugno 1978), è un'ex cestista ucraina.

## Carriera
Con l'Ucraina ha disputato tre edizioni dei Campionati europei (2001, 2003, 2009).